# Чи любите ви Брамса? (фільм)
«Чи любите ви Брамса?» (фр. Aimez-vous Brahms?; англ. Goodbye Again) — французько-американська мелодрама режисера Анатоля Литвака. Фільм заснований на романі Франсуази Саган «Чи любите ви Брамса?» (1959). Крім композицій Жоржа Оріка, також у фільмі звучить музика (симфонія № 1 і симфонія № 3) композитора Йоганнеса Брамса. Фільм вийшов в прокат 29 червня 1961 року.

## Сюжет
Поль — красива 40-річна підприємиця, яка провела останні п'ять років з Роже, яка відмовляється припиняти стосунки з іншими жінками. Коли Поль знайомиться з Філіпом, 25-річним сином однієї зі своїх багатих клієнток, він безнадійно закохується в неї і наполягає на тому, що різниця у віці не має значення. Поль пручається залицянням Філіпа, але зрештою здається. Хоча вона спочатку щаслива з Філіпом, її друзі і ділові партнери не схвалюють їх стосунків.

## У ролях
- Інгрід Бергман — Пола Тесьє
- Ентоні Перкінс — Філіп Ван дер Беш
- Ів Монтан — Роже Демаре
- Джессі Ройс Лендіс — Мадам Ван дер Беш
- П'єр Дюкс — Флері
- Жослін Лейн — перша Мезі
- Джин Кларк — друга Мезі
- Мішель Мерсьє — третя Мезі

## Нагороди та номінації
- 1961 — Приз за найкращу чоловічу роль (Ентоні Перкінс) на Каннському кінофестивалі
- 1961 — Номінація на Золоту пальмову гілку на Каннському кінофестивалі